# The Second Time Around
The Second Time Around ist ein Song von Jimmy Van Heusen (Musik) und Sammy Cahn (Text), der 1960 veröffentlicht wurde. Das Lied erhielt darauf eine Oscar-Nominierung in der Kategorie Bester Song und war lange Jahre im Repertoire von Frank Sinatra.

## Entstehung des Songs

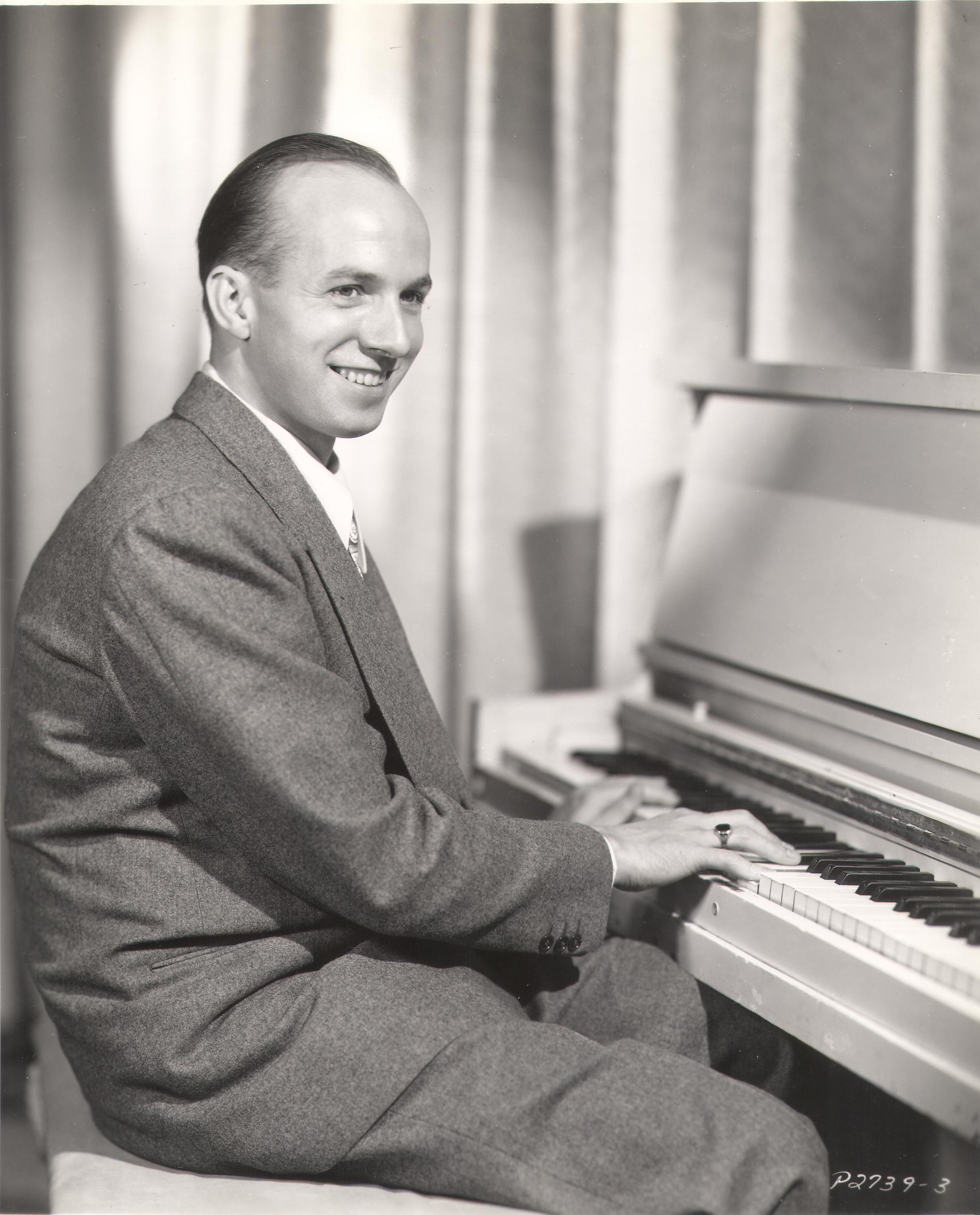
Jimmy Van Heusen

Van Heusen und Cahn schrieben „The Second Time Around“ für den Film Der Spätzünder (1960, Regie: Blake Edwards), in dem er von Bing Crosby am Piano, (begleitet vom Henry Mancini Orchestra) vorgestellt wird. In der Filmhandlung hört ihm Nicole Maurey dabei von der Küche aus zu. Die gefühlvolle Ballade beginnt mit den beiden Zeilen: Love is lovelier the second time around / Just as wonderful with both feet on the ground.

## Coverversionen
Das Songwriter-Duo Van Heusen und Cahn förderte ab Mitte der 1950er-Jahre mit Songs wie Come Fly with Me, It’s Nice to Go Travellin’ und The Second Time Around Frank Sinatras Ring-a-Ding-Ding!-Image. Frank Sinatra nahm ihn 1961 erstmals bei seiner Session für das erste Reprise-Album Ring-a-Ding-Ding! (1961) auf. Die ausgekoppelte Single (Reprise 20001) erreichte in den US-Charts Platz 50. Im folgenden Jahr sang Sinatra den Titel live bei seiner Frankreich-Tournee, begleitet von einem Jazz-Sextett.
Bereits Anfang der 1960er-Jahre nahmen Julie Wilson, Bobby Hackett und The Hi-Lo’s den Song auf; in den folgenden Jahren interpretierten ihn auch Shirley Bassey, Brook Benton, Etta James, Peggy Lee, Sarah Vaughan, Ahmad Jamal, Shirley Horn, Chico Hamilton und das Count Basie Orchestra, wodurch The Secords Time Around auch zu einem Jazzstandard wurde. Tom Lord listet 146 Coverversionen des Titels Rickie Lee Jones interpretierte den Song auf ihrem Standards-Album Pop-Pop (1991), begleitet u. a. von Robben Ford.